# Всмоктування вуглеводів
Всмо́ктування вуглево́дів відбувається в основному в дванадцятипалій та верхніх ділянках порожньої кишок. Глюкоза, фруктоза всмоктуються шляхом активного транспорту з проміжним фосфорилюванням. В результаті всмоктування вуглеводи потрапляють в кров і через систему ворітної вени до печінки, де депонуються у вигляді глікогену. Проте частина їх розноситься кров'ю по організму і використовується як енергетичний матеріал. Істотне значення в регуляції всмоктування вуглеводів мають гормони кори наднирників, щитоподібної і підшлункової залоз.